# 2011. február 21-i konzisztórium
A 2011. február 21-i konzisztóriumot XVI. Benedek pápa hívta össze. Ezen a konzisztóriumon 3 boldog szenttéavatási határozatát hirdette ki és 6 diakónus-bíborost emelt presbiter-bíborossá.

## Szenttéavatási határozatok
- Guido Maria Conforti, a Pármai egyházmegye érseke, rendalapító
- Luigi Guanella pap és rendalapító
- Bonifacia Rodríguez de Castro szűz és rendalapító

Benedek pápa elrendelte, hogy 2011. október 23-án a szentek névsorába kerüljenek.

## Előléptetett bíborosok
| Nº                         | Ország                     | Név                        | Életkor                    | Hivatal                                                          |
| Nem pápaválasztó bíborosok | Nem pápaválasztó bíborosok | Nem pápaválasztó bíborosok | Nem pápaválasztó bíborosok | Nem pápaválasztó bíborosok                                       |
| -------------------------- | -------------------------- | -------------------------- | -------------------------- | ---------------------------------------------------------------- |
| 1                          | Olaszország                | Agostino Cacciavillan      | 84                         | az Apostoli Szék Vagyonkezelőségének nyugalmazott elnöke         |
| 2                          | Olaszország                | Sergio Sebastiani          | 79                         | a Szentszék Gazdasági Ügyeinek Felügyelősége nyugalmazott elnöke |
| 3                          | Lengyelország              | Zenon Grocholewski         | 71                         | a Katolikus Nevelésügyi Kongregáció prefektusa                   |
| 4                          | Argentína                  | Jorge María Mejía          | 88                         | a Szent Római Egyház nyugalmazott levéltárosa és könyvtárosa     |
| 5                          | Németország                | Walter Kasper              | 77                         | a Keresztény Egységtörekvés Pápai Tanácsa nyugalmazott elnöke    |
| 6                          | Olaszország                | Roberto Tucci S.J.         | 89                         | a Vatikáni Rádió Adminisztratív Bizottságának elnöke             |